# Michael McMillen
Michael Rex McMillen (ur. 12 kwietnia 1964 w Las Vegas) – nowozelandzki łyżwiarz szybki, specjalizujący się w short tracku, olimpijczyk, dwukrotny medalista mistrzostw świata, działacz i sędzia sportowy.

## Kariera
Dwukrotnie wystąpił w zimowych igrzyskach olimpijskich. W Albertville, w debiucie short tracku na tej imprezie, dwukrotnie zajął czwarte miejsca: indywidualnie na 1000 m i w sztafecie 5000 m wraz z Tonym Smithem oraz braćmi Andrew i Chrisem Nicholsonami. W 1994 roku złożona z tych samych zawodników drużyna nie awansując do finału zajęła ostatecznie ósme miejsce, indywidualnie zaś McMillen zajął miejsce 18. na 500 m i 25. na dystansie dwukrotnie dłuższym.
W sezonach 1987/1988 i 1989/1990 bez sukcesów startował w Puchare Świata w łyżwiarstwie szybkim. Dwukrotnie natomiast w sztafecie plasował się na podium mistrzostw świata – w 1991 zdobył srebro, a dwa lata później złoto.
Po zakończeniu kariery sportowej został sędzią sportowym oraz działaczem w nowozelandzkim związku, startował jednak w zawodach weteranów i jest aktualnym rekordzistą kraju na wszystkich dystansach w kategorii wiekowej 45+.